# Eddie Barclay
Pour les articles homonymes, voir Barclay et Ruault.
Édouard Ruault, dit Eddie Barclay, né le 26 janvier 1921 dans le 12e arrondissement de Paris et mort le 13 mai 2005 à Boulogne-Billancourt, est l'un des plus importants éditeurs et producteurs de musique français entre les années 1950 et les années 1980. Surnommé « l'empereur du  microsillon », il est aussi pianiste de jazz, compositeur et chef d'orchestre.

## Biographie

### Enfance
Fils de Paul Ruault, garçon de café et de Georgette Jalladeau, employée des postes, venus d'Auvergne vers Paris avec son frère aîné Paul (1914-2002). Ses parents ouvrent le « Café de la Poste » boulevard Diderot face à la gare de Lyon.
Il déteste l’école et est grand fan de musique à la radio pour laquelle il est doué d'une mémoire musicale hors du commun. Il peut reproduire au piano de façon instinctive et autodidacte les tubes de jazz qu'il entend durant l'entre-deux-guerres sans connaître la musique. Il travaille à la brasserie de ses parents puis devient pianiste de bar, compositeur et chef d'orchestre de son propre groupe de jazz. Bientôt, il rencontre Louis de Funès, qui se fait engager comme pianiste de bar : « Louis de Funès, comme moi, ne déchiffrait pas la musique. Il avait de l'oreille. C'était un excellent musicien. Il ne parlait pas un jour d'être comédien. »
Grand amateur de fêtes, très charismatique, il organise durant l'Occupation des fêtes clandestines dans une cave de la rue Saint-Benoît à Saint-Germain-des-Prés où la jeunesse zazou vient l'écouter jouer du jazz américain, interdit à l'époque, avec ses amis de son groupe, Django Reinhardt, Boris Vian, Henri Salvador et Moustache, et écouter des 78 tours de jazz sur des juke-box.

### Libération
À la Libération, il américanise son nom en Eddie Barclay, se crée un look à la Clark Gable et fonde une des premières discothèques de Paris (le « Barclay’s club ») sur le modèle des « clubs » américains rue  Pierre Charron et à Saint-Germain-des-Prés. Son club devient rapidement un des plus hauts lieux parisiens de jazz du « Tout-Paris » existentialiste où il joue avec ses amis Boris Vian, Henri Salvador, Michel Legrand, Stéphane Grappelli, Quincy Jones (alors trompettiste de Lionel Hampton)… et accompagne avec son orchestre Louis Armstrong, Ella Fitzgerald, Dizzy Gillespie, Sacha Distel, Glenn Miller… Il organise des fêtes pour des stars comme Édith Piaf, Charles Trenet, Charles Aznavour, Francis Blanche…

### Années 1950: producteur de musique
En 1949, il se lance dans la production et l'édition musicale, avec sa seconde épouse Nicole Vandenbussche (morte d'une overdose) et fonde le label « Blue Star ». Il loue un des studios de Pathé-Marconi (grâce aux relations de son frère Paul, préfet de police à Versailles[réf. nécessaire]) pour enregistrer ses premiers disques 78 tours de jazz avec Renée Lebas qu'il prend sous contrat. Il entasse les disques dans la baignoire de son petit studio parisien du 54 rue Pergolèse qui lui sert de bureau et d'entrepôt. Il va les placer lui-même à vélo chez les disquaires, et en vend 200 000 exemplaires, nombre record pour l'époque. Puis il produit le chanteur américain Eddie Constantine, qui fait sa fortune grâce à son succès phénoménal. Il déménage alors dans un trois pièces rue Chambiges.
En 1951, il fonde, avec son épouse, la « Compagnie Phonographique Française » et s'associe avec la firme américaine Mercury Records, dont il distribue les œuvres en France. Il va créer un important réseau de relations pour découvrir de nouveaux talents. Il tient à connaître tous les artistes du show-business parisien et devient ami avec les plus importants diffuseurs de musique de Paris, dont Bruno Coquatrix (directeur artistique de l'Olympia, temple de la musique populaire de l'époque), et Lucien Morisse, fanatique de musique et travaillant sur Europe 1 depuis 1956. En 1956, Eddie Barclay découvre Dalida avec son grand ami Lucien Morisse.

### Fondation du label Barclay

Légendaire signature-logo des Disques Barclay.

En 1954, il fonde Jazz Magazine, avec son épouse Nicole et Jacques Souplet, ainsi que le label « Barclay Records », qui réunit ses trois labels « Blue Star » (variétés), Mercury Records (jazz) et Riviera (tango, valse, paso doble…) et qui devient le plus important label de variétés françaises, de rock et autre yéyé… En 1957, il signe un contrat avec l'orchestre folklorique polonais de Stéphane Kubiak (une référence dans le nord de la France et au-delà), cette collaboration durera plus de 25 ans. 
Il lance de très nombreux artistes entre les années 1950 et les années 1980, qu'il découvre lors d'auditions et grâce à son important réseau d'amis de l'industrie du spectacle. 
Dans les années 1970, alors qu'il revient des États-Unis où il a découvert The Osmonds Brothers, Eddie Barclay a l'idée de faire chanter des enfants en France. Il confie à sa directrice artistique, Jacqueline Herrenschmidt, le soin de faire le tour des chorales. Elle contacte François Bernheim pour travailler sur des chansons. Ensemble, ils créent 'Noël 70'. Ils ont sélectionné dix-sept jeunes chanteurs des Petits Chanteurs d'Asnières repérés par Jean-Jacques Thébaut.
Les Poppys étaient nés, qui devaient se retrouver en tête de tous les hit-parades, en vendant 1,5 million de 45 tours dans l'année qui suivait. Ce qui ne devait n'être qu'un « coup » se révéla une véritable aventure.

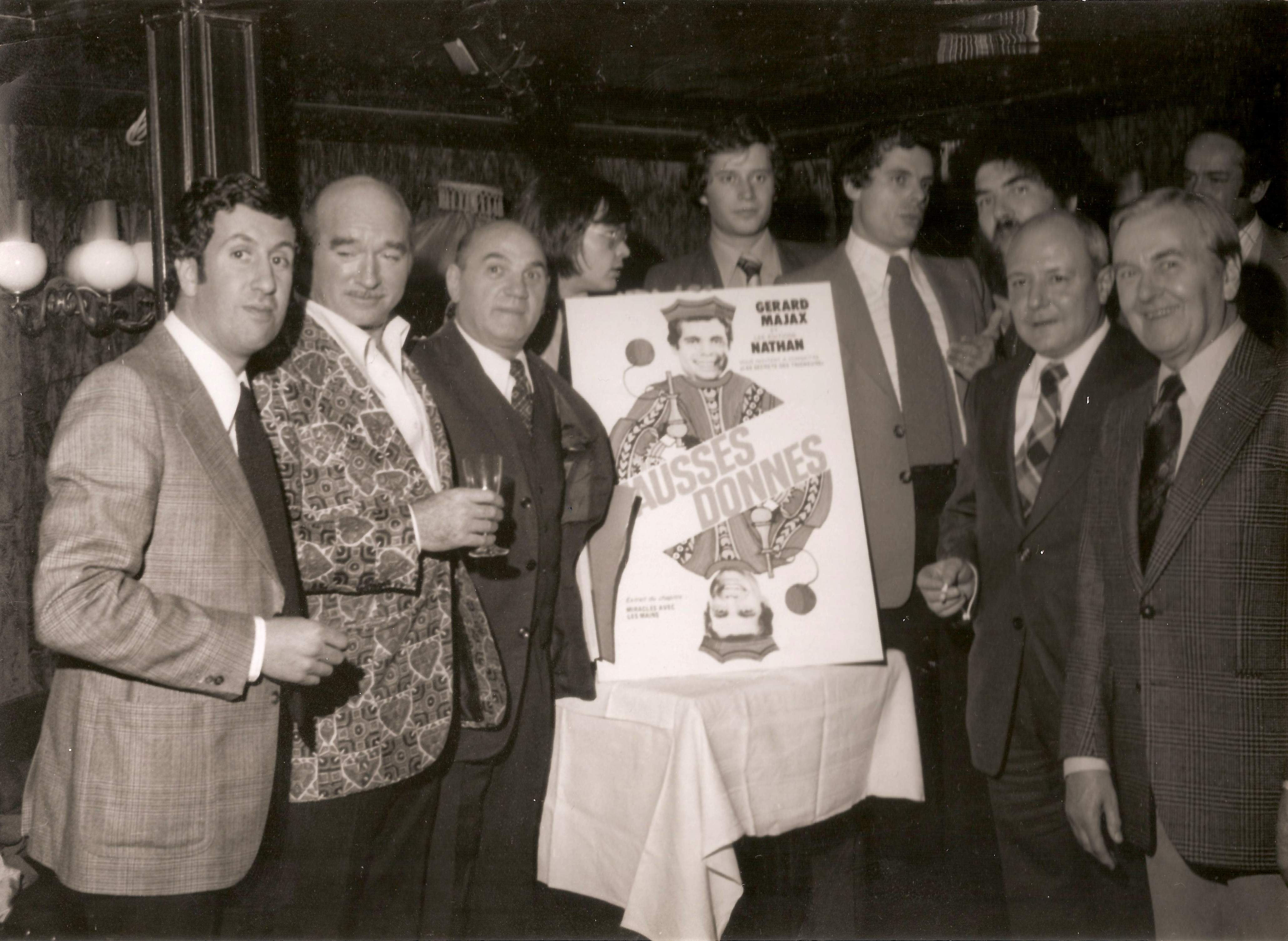
Eddie Barclay (à gauche) entouré de Stéphane Collaro (1er à gauche), Michel Hatte (2e à droite), Gaëtan Bloom (4e à gauche) et Gérard Majax, le 17 décembre 1975.

Son flair sélectif est resté fameux, sauf concernant Michel Sardou [quatre ans après l'avoir découvert, il lui dit : « Mon petit vieux, écris des chansons si tu veux, mais surtout ne les chante pas. Tu n'as aucun talent ! »],Pierre Perret ou Balavoine.

### Lancement des microsillons en France
Vers 1950, un ami américain lui parle de la nouvelle invention new yorkaise des disques microsillons 45 tours et 33 tours permettant d'enregistrer une demi-heure de musique par face au lieu de 3 à 5 minutes pour les 78 tours. Eddie et Nicole Barclay partent immédiatement se procurer la technique de fabrication de cette invention révolutionnaire qui est au catalogue de Pathé-Marconi depuis 1951 mais n'est encore que peu répandue en France ; il importe 3 000 tourne-disques des États-Unis.
Il profite également de son voyage pour signer quelques contrats avec des stars américaines du jazz de l'époque, qu'il distribue en France sous les labels Erato et Mercury Records et qui participent à son succès fulgurant dont The Platters et leur important tube Only You (And You Alone) vendu à 15 millions d'exemplaires, Charlie Parker, Ray Charles, Erroll Garner, Dizzy Gillespie, etc. Il vend également 10 000 exemplaires des Fugues de Bach en 33 tours. On le surnomme alors « l'empereur du microsillon ».
En 1958, Barclay recrute chez Barclay Records : Quincy Jones comme arrangeur et directeur artistique, Boris Vian comme directeur des variétés, Frank Ténot et Daniel Filipacchi comme responsables du jazz, Raymond Lefevre et Michel Legrand comme orchestrateurs et Philippe Bouvard comme attaché de presse… Il est grand ami avec le producteur de musique Jacques Canetti de la salle de spectacle des Trois Baudets. Il collabore à la composition et au texte pour ses amis, comme en 1963 pour son ami Lulu Charleu, qu'il produit.
En 1962, il fait partie des actionnaires fondateurs de Minute. À cette époque, le journal, fondé par Jean-François Devay, médaillé de la Résistance, « est alors plutôt tourné vers l’actualité «people», […], et s’inscrit également dans la lignée des journaux satiriques » du moment. Il compte parmi ses premiers actionnaires des personnalités comme Françoise Sagan, Juliette Gréco, Fernand Raynaud, Alain Griotteray ou encore Marcel Dassault.

### Années 1980: retraite tropézienne
En novembre 1978, âgé de 58 ans et malade d'un cancer de la gorge, il vend 40 % de Barclay Records à Polygram (héritier de Philips et futur Universal) tout en restant PDG de Barclay pendant 5 ans et propriétaire de 60 % des parts.
Il fonde quelques entreprises dans le luxe, la  production télévisuelle et l’organisation de fêtes.
Célèbre dandy des nuits tropéziennes et parisiennes et homme à femmes avec 8 mariages, jet setteur fêtard impénitent, il crée les célèbres « Nuits blanches » fastueuses dans la villa qu'il se fait construire à Cap Camarat, à Ramatuelle, au bord de la plage de Pampelonne près de Saint Tropez, où il convie des invités du show business international, ses amis du « clan Barclay », dont Stéphane Collaro, Carlos, Darry Cowl, Alain Delon, Thierry Le Luron, Johnny Hallyday, Eddy Mitchell, Olivier de Kersauson, Chantal Goya…
En 1985, Eric Lipmann écrit et réalise un documentaire biographique en trois épisodes pour TF1: "Que la fête continue". 
En 1988, il publie une autobiographie, Que la fête continue, aux éditions Robert Laffont.
Entre 2002 et 2004, Frédéric Lievain tourne avec le concours d'Eddie Barclay et de son entourage un documentaire intitulé Eddie Barclay, le gentleman producteur, diffusé en 2005 sur la chaîne Paris Première.

### Mariages
Célèbre homme à femmes et séducteur jusqu'à ses derniers jours, il s'est marié huit fois :
- 1 : Michelle Barraud. (1945-1948)
- 2 : Nicole Vandenbussche, chanteuse de jazz sous le nom d'Eve Williams mère de Pascal adopté par Eddy Barclay. (1949-1963)
- 3 : Marie-Christine Steinberg mère de son fils Guillaume né en 1968. (1965-1970)
- 4 : Béatrice Chatelier qui épousera plus tard Guy Marchand. (1970-1972)
- 5 : Michelle Demazures (1973-1981)
- 6 : Danièle Poinsot (1982-1983)
- 7 : Cathy Esposito, photographe, actrice (1984-1987)
- 8 : Caroline Giganti née le 04/10/1966. (1988-1998)

### Mort
Eddie Barclay meurt le 13 mai 2005 à 0 h 30, à l'âge de 84 ans, à l’hôpital Ambroise-Paré à Boulogne-Billancourt, où il avait été admis deux semaines plus tôt. Il avait déjà subi, en mars 1994, un quadruple pontage, à la suite d’un malaise cardiaque, après avoir lutté contre son cancer de la gorge depuis 1979.
Ses obsèques sont célébrées à l'église Saint-Sulpice de Saint-Germain-des-Prés et il est inhumé le lendemain à Saint-Tropez. Il repose au cimetière marin. Son  cercueil était porté par son fils et ses amis Eddy Mitchell, Johnny Hallyday, Carlos, Olivier de Kersauson et Stéphane Collaro.

## Quelques artistes produits
Dalida, Henri Salvador, Charles Aznavour, Afric Simone,  Charles Trenet, Brigitte Bardot, Jean-Christian Michel, Jacques Brel, Juliette Gréco, Léo Ferré, Hugues Aufray, Jean Ferrat, Frank Alamo, Françoise Hardy, Les Chaussettes Noires, Eddy Mitchell, Los Chacos, Les Aiglons, Michel Delpech, Nicoletta, Dave, Pierre Perret, Michel Sardou, Nicole Rieu, Daniel Balavoine, Mireille Mathieu, Maxime Le Forestier, Les Poppys, Eva, Daniel Guichard, Gilbert Montagné, Cerrone, Patrick Juvet, Danielle Licari, Claude Nougaro, Bernard Lavilliers, Serge Sala, Khaled, Rachid Taha, Zebda, Alain Bashung, Noir Désir, Björk, Tricky…
Au Québec, Diane Dufresne, Jean-Pierre Ferland, Robert Charlebois, Claude Dubois, Claude Léveillée, Isabelle Pierre, Stéphane Venne, Paul Baillargeon, Pierre Calvé, Ghislaine Paradis et Renée Claude ont passé une longue période de leur carrière chez Barclay Records.

## Compositeur et interprète de musique de films
Compositeur et interprète de jazz à ses débuts, il a écrit les bandes originales de plusieurs films, dont :
- 1955 : Bob le flambeur de Jean-Pierre Melville
- 1957 : Chaque jour a son secret de Claude Boissol
- 1958 : L'Île du bout du monde d'Edmond T. Gréville
- 1959 : Brigade des mœurs de Maurice Boutel
- 1965 : L'Arme à gauche de Claude Sautet
- 1985 : Que la fête continue de Éric Lipmann

## Publication
- Que la fête continue, éditions Robert Laffont, 1988.

### Note
1. ↑  Cette période varie selon les sources, la famille de Funès affirme qu'elle débute en 1936, mais on trouve des dates postérieures dans certaines biographies.